# Witold Wróblewski (samorządowiec)
Witold Marek Wróblewski (ur. 26 listopada 1959 w Elblągu) – polski inżynier i samorządowiec, w latach 2011–2014 członek zarządu województwa warmińsko-mazurskiego, w latach 2014–2024 prezydent Elbląga.

## Życiorys
Ukończył Politechnikę Gdańską. Zawodowo związany z administracją lokalną. Od 1991 do 2002 był naczelnikiem Wydziału Strategii i Rozwoju w Urzędzie Miejskim w Elblągu. W 2002 został powołany na stanowisko zastępcy prezydenta Elbląga, Henryka Słoniny, odpowiedzialnego za inwestycje, gospodarkę komunalną, drogi i ochronę środowiska. Funkcję tę pełnił przez dwie kadencje. W tym okresie w mieście powstały m.in. Centrum Sportowo-Biznesowe, most Unii Europejskiej i Ratusz Staromiejski.
W 2010 bezskutecznie ubiegał się o mandat radnego Elbląga z listy Stowarzyszenia „Elbląski Dobry Samorząd”. Uzyskał 251 głosów. Mandat uzyskał po rezygnacji Henryka Słoniny.
29 marca 2011 został członkiem zarządu województwa warmińsko-mazurskiego z rekomendacji Polskiego Stronnictwa Ludowego, w związku z tym wygasł jego mandat radnego.
W 2013 bezskutecznie ubiegał się o stanowisko prezydenta Elbląga w przedterminowych wyborach. Poparło go wówczas Polskie Stronnictwo Ludowe. Przegrał w pierwszej turze, uzyskując 6040 głosów (17%). Uzyskał mandat radnego, którego nie objął, pozostając w zarządzie województwa.
W 2014 ponownie został kandydatem na stanowisko prezydenta miasta. Wystartował jako niezależny z poparciem PSL oraz PO. W pierwszej turze uzyskał 10 461 głosów (31%), zajmując drugie miejsce za urzędującym prezydentem Jerzym Wilkiem. W drugiej turze otrzymał 17 180 głosów (55%), pokonując swojego kontrkandydata. Ponownie zrezygnował w związku z tym z uzyskanego mandatu w radzie. 5 grudnia został zaprzysiężony na stanowisko prezydenta miasta.
W 2018 ubiegał się o reelekcję na stanowisko prezydenta Elbląga w kolejnych wyborach samorządowych jako niezależny z poparciem PSL i SLD. W pierwszej turze uzyskał 48,78% (21 394 głosy), zajmując 1. miejsce spośród 4 kandydatów. W drugiej turze wyborów otrzymał poparcie na poziomie 72,01% (27 724 głosy), pokonując Jerzego Wilka i uzyskując tym samym reelekcję.
W styczniu 2024 ogłosił, że nie będzie ubiegał się o ponowny wybór na prezydenta Elbląga w wyborach samorządowych w tym samym roku, udzielając poparcia swojemu zastępcy Michałowi Missanowi. W tych samych wyborach bezskutecznie kandydował na radnego Sejmiku Województwa Warmińsko-Mazurskiego. Urząd prezydenta miasta sprawował do 6 maja 2024. W sierpniu tego samego roku objął funkcję dyrektora Zarządu Dróg Powiatowych w Pasłęku; funkcję tę pełnił do czerwca 2025, przechodząc następnie na emeryturę. 

## Życie prywatne
Żonaty z Dorotą, z którą ma córkę.

## Biblioteka
- Nota biograficzna na stronie prywatnej. [dostęp 2014-12-05].